# М-6
Після революції було вирішено в першу чергу освоїти виробництво двигунів за найкращими іноземними зразками. Така технічна політика дала позитивні результати - почався серійний випуск моторів М-5 (Liberty) і М-6 (Hispano-Suiza 8Fb).
У 1923 р, за закупленим у Франції зразком, на заводі "Ікар" в Москві підготували креслення радянської копії двигуна Hispano-Suiza 8Fb потужністю 300 к.с. Серійне виробництво цього двигуна, названого спочатку просто "Іспано-300", а потім М-6, передали Державному авіазаводі № 9 "Більшовик" ("Мотор Січ") в Запоріжжі. З квітня 1923 р. там почали підготовку до його випуску, але освоєння виробництва на недобудованому і вже напівзруйнованому в ході Громадянської війни підприємстві зайняло дуже багато часу. Державні випробовування двигун пройшов у травні 1925 року, після розпочато серійне виробництво.
М-6  в деталях трохи відрізнявся від Hispano-Suiza 8Fb. Радянський двигун був на 14 кг важчий за французького двигуна. В експлуатації його найбільш уразливим місцем виявилися клапани: відбувався обрив тарілок, недостатньо надійно закріплюваних на штоку. Крім того, швидко зношувалися вкладиші шатунів.
Двигун М-6 встановлювався на винищувачі зарубіжного виробництва"Фоккер" D.XI і "Мартінсайд" F.4 для заміни оригінальних французьких моторів, а також на радянські літаки Р-5, П-2, К-4. Серійне виробництво тривало до 1932 року.
У вересні 1925 фахівці заводу № 9 створили проєкт чотирициліндрового рядного двигуна потужністю 150 к.с. Він використовував до 90% деталей від базового М-6.
Іспано W – проєкт 12-циліндрового W-подібного трьохблочного двигуна потужністю 450 к.с. Проєкт створено в квітні-червні 1926 р.
М-6А – проєкт 12-циліндрового V-подібного двигуна потужністю 450 к.с. на базі Hispano-Suiza 12Hb. Проєкт створено в січні 1926 р. Діаметр гільзи М-6А  в порівнянні з М-6 зменшили, хід поршня збільшили. Клапани охолоджувалися продувкою стисненим повітрям від поршневого компресора. Передбачалося оснастити М-6А редуктором. Новий мотор планували поставити на винищувач 2ІН-1.
М-21 - проєкт двигуна із повітряним охолодженням. На картері М-6 встановлювалися циліндри від зіркоподібного двигуна М-12. В лютому 1929 виготовили дослідний зразок М-21.
М-6Т12 – модифікація двигуна М-6 зі зменшеним ступенем стиснення для дослідного танка Т-12. Зменшення ступеня стиснення дозволило використовувати бензин більш низької якості. В 1932 році виготовили два М-6Т12.